# ورزشگاه لئوناردو گاریلی
 ورزشگاه لئوناردو گاریلی  (به ایتالیایی: Stadio Leonardo Garilli) ورزشگاهی در شهر پیاچنزا در کشور ایتالیا است.
بازی‌های خانگی باشگاه فوتبال پیاچنزا در این ورزشگاه برگزار می‌شود.